# Vista Peak
Vista Peak är en bergstopp i Kanada.   Den ligger i provinsen Alberta, i den centrala delen av landet, 3 200 km väster om huvudstaden Ottawa. Toppen på Vista Peak är 2 795 meter över havet, eller 567 meter över den omgivande terrängen. Bredden vid basen är 15,1 km. Vista Peak ingår i The Ramparts.
Terrängen runt Vista Peak är kuperad åt nordost, men åt sydväst är den bergig.Trakten runt Vista Peak är nära nog obefolkad, med mindre än två invånare per kvadratkilometer.. Det finns inga samhällen i närheten. 
Trakten runt Vista Peak består i huvudsak av gräsmarker.